# Tweede Kamerverkiezingen 1922/Kandidatenlijst/RK

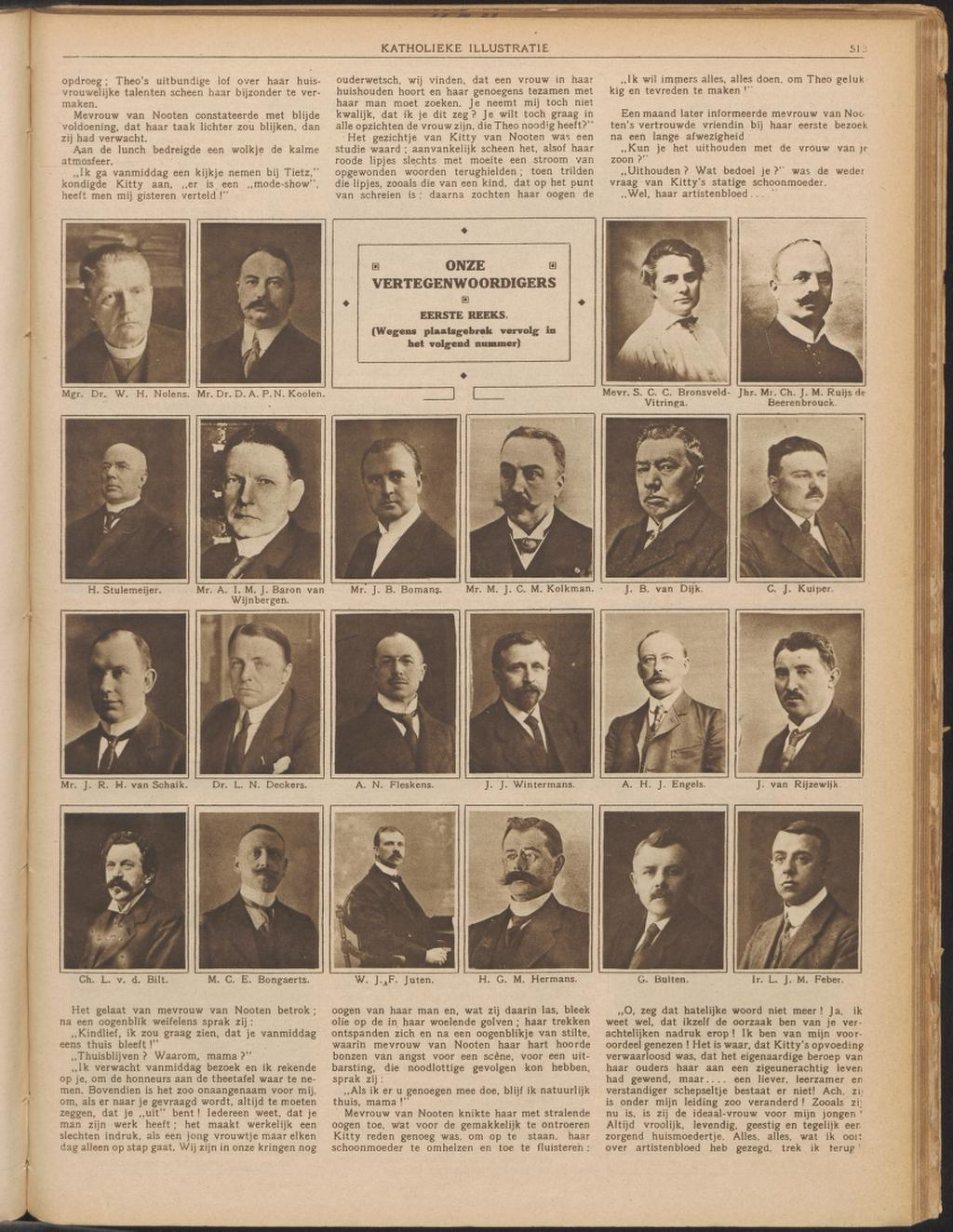

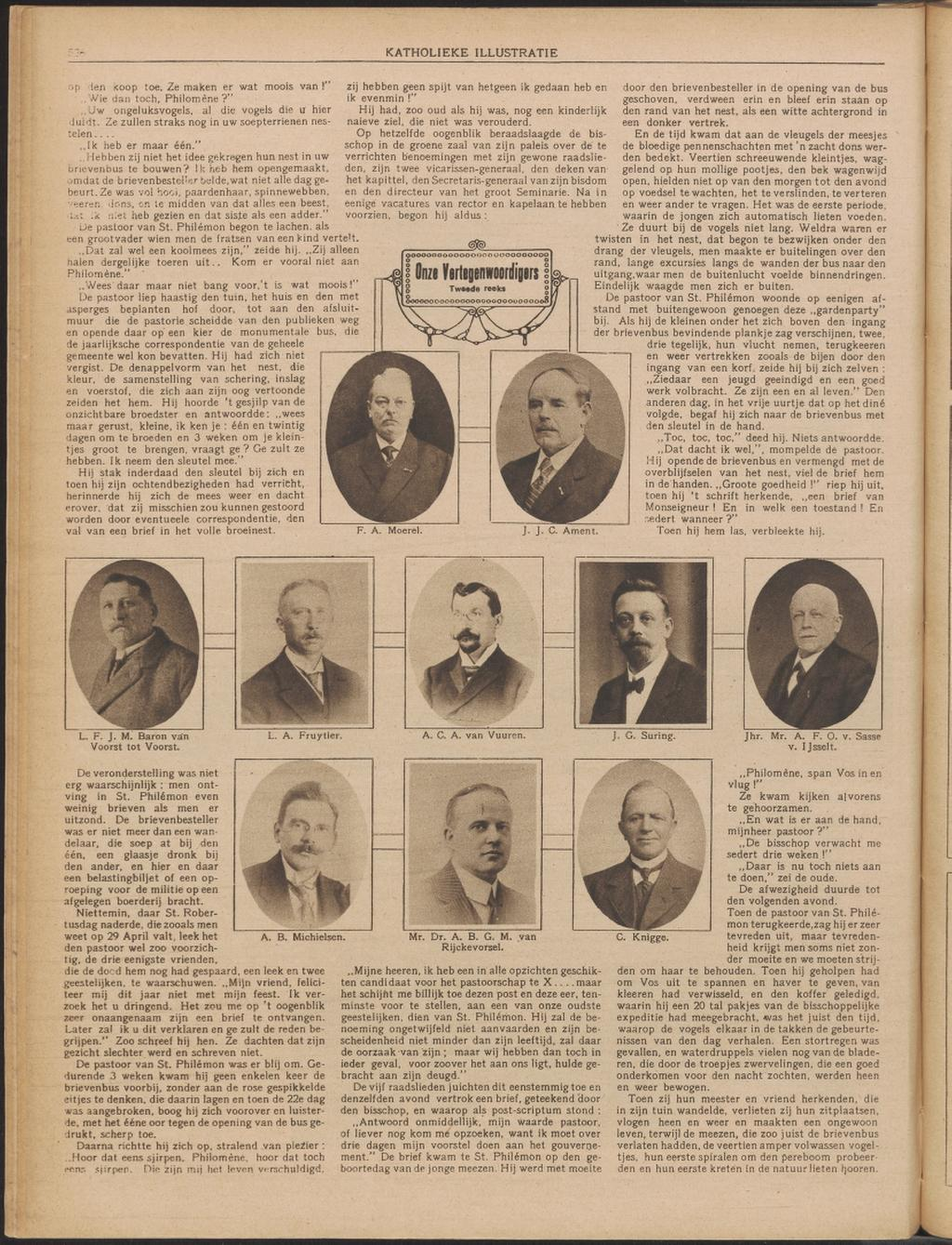

Bij de Tweede Kamerverkiezingen 1922 deed de Algemeene Bond van RK-kiesverenigingen (RK) mee. De volgende kandidaten stonden per kieskring op de kandidatenlijst.

## 's Hertogenbosch
| #   | Naam                        | Stemmen | Verkozen |
| --- | --------------------------- | ------- | -------- |
| 1.  | A.F.O. van Sasse van Ysselt | 123.119 | Vinkje   |
| 2.  | A.N. Fleskens               | 545     | Vinkje   |
| 3.  | L.N. Deckers                | 341     | Vinkje   |
| 4.  | J.J. Wintermans             | 247     | Vinkje   |
| 5.  | P.P.J.A. van der Putt       | 162     |          |
| 6.  | M. Krijgsman                | 1.727   |          |
| 7.  | F.W.M. Jansen               | 255     |          |
| 8.  | J. van Best                 | 3.149   |          |
| 9.  | J.J. Belien                 | 278     |          |
| 10. | W.A. Brouns-Van Besouw      | 734     |          |

## Tilburg
| #  | Naam                   | Stemmen | Verkozen |
| -- | ---------------------- | ------- | -------- |
| 1. | A. van Rijckevorsel    | 104.983 | Vinkje   |
| 2. | J. van Rijzewijk       | 678     | Vinkje   |
| 3. | L.J.M. Feber           | 423     | Vinkje   |
| 4. | W.J.F. Juten           | 1.778   | Vinkje   |
| 5. | G.M. Kusters           | 752     |          |
| 6. | J.C.A.M. van de Mortel | 386     |          |
| 7. | F.L.D. Nivard          | 240     |          |
| 8. | J. Käller-Wigman       | 68      |          |
| 9. | J.H. Borghols          | 175     |          |

## Arnhem, Nijmegen, Utrecht
| #   | Naam                                 | Stemmen (per kieskring) | Stemmen (per kieskring) | Stemmen (per kieskring) | Stemmen (per kieskring) | Verkozen |
| #   | Naam                                 | III                     | IV                      | XIII                    | Totaal                  | Verkozen |
| --- | ------------------------------------ | ----------------------- | ----------------------- | ----------------------- | ----------------------- | -------- |
| 1.  | A.I.M.J. baron van Wijnbergen        | 25.062                  | 71.595                  | 40.849                  | 137.506                 | Vinkje   |
| 2.  | J.R.H. van Schaik                    | 162                     | 412                     | 73                      | 647                     | Vinkje   |
| 3.  | J.G. Suring                          | 39                      | 54                      | 137                     | 230                     | Vinkje   |
| 4.  | G. Bulten                            | 28                      | 201                     | 20                      | 249                     | Vinkje   |
| 5.  | L.F.J.M. baron van Voorst tot Voorst | 90                      | 801                     | 72                      | 963                     | Vinkje   |
| 6.  | C. Knigge                            | 7                       | 37                      | 290                     | 334                     |          |
| 7.  | P.J.J. Haazevoet                     | 51                      | 939                     | 157                     | 1.147                   |          |
| 8.  | P.H.J. Steenhoff                     | 3                       | 15                      | 28                      | 46                      |          |
| 9.  | S.C.C. Bronsveld-Vitringa            | 278                     | 82                      | 47                      | 407                     |          |
| 10. | L.A.M. van Basten Batenburg          | 18                      | 119                     | 26                      | 163                     |          |

## Rotterdam
| #  | Naam            | Stemmen | Verkozen |
| -- | --------------- | ------- | -------- |
| 1. | H. Stulemeijer  | 34.822  | Vinkje   |
| 2. | J.M.J.A. Meijer | 180     |          |
| 3. | B.J.J. Huijbers | 69      |          |
| 4. | W. Mooijman     | 49      |          |
| 5. | J.G.C. Vriens   | 31      |          |

## 's Gravenhage
| #  | Naam             | Stemmen | Verkozen |
| -- | ---------------- | ------- | -------- |
| 1. | M.J.C.M. Kolkman | 34.049  | Vinkje   |
| 2. | P.J.M. Aalberse  | 185     |          |
| 3. | J.M.J.A. Meijer  | 65      |          |
| 4. | J.A. Veraart     | 82      |          |
| 5. | H.J. Borghols    | 110     |          |

## Leiden
| #  | Naam                      | Stemmen | Verkozen |
| -- | ------------------------- | ------- | -------- |
| 1. | D.A.P.N. Koolen           | 39.083  | Vinkje   |
| 2. | F.A. Moerel               | 54      | Vinkje   |
| 3. | S.C.C. Bronsveld-Vitringa | 56      |          |
| 4. | A.J. Loerakker            | 170     |          |
| 5. | H.J. Borghols             | 39      |          |

## Dordrecht
| #  | Naam                      | Stemmen | Verkozen |
| -- | ------------------------- | ------- | -------- |
| 1. | C.J. Kuiper               | 26.911  | Vinkje   |
| 2. | J.H. Borghols             | 92      |          |
| 3. | J. van Best               | 58      |          |
| 4. | S.C.C. Bronsveld-Vitringa | 16      |          |
| 5. | A.C.A. Hoffman            | 9       |          |
| 6. | L.J.M. Feber              | 9       |          |
| 7. | W.A. Brouns-Van Besouw    | 15      |          |
| 8. | J.A. Veraart              | 23      |          |

## Amsterdam
| #  | Naam                        | Stemmen | Verkozen |
| -- | --------------------------- | ------- | -------- |
| 1. | J.B. van Dijk               | 45.691  | Vinkje   |
| 2. | S.C.C. Bronsveld-Vitringa   | 137     | Vinkje   |
| 3. | J.H.A.L. von Frijtag Drabbe | 98      |          |
| 4. | L.H. van Rooyen             | 53      |          |
| 5. | G.C.J.D. Kropman            | 41      |          |
| 6. | L.G. Kortenhorst            | 70      |          |

## Helder, Haarlem
| #   | Naam                      | Stemmen (per kieskring) | Stemmen (per kieskring) | Stemmen (per kieskring) | Verkozen |
| #   | Naam                      | X                       | XI                      | Totaal                  | Verkozen |
| --- | ------------------------- | ----------------------- | ----------------------- | ----------------------- | -------- |
| 1.  | J.B. Bomans               | 39.631                  | 37.040                  | 76.671                  | Vinkje   |
| 2.  | Ch.L. van de Bilt         | 115                     | 280                     | 395                     | Vinkje   |
| 3.  | P.J. Reijmer              | 19                      | 111                     | 130                     | Vinkje   |
| 4.  | S.C.C. Bronsveld-Vitringa | 74                      | 140                     | 214                     |          |
| 5.  | A.B. Michielsen           | 20                      | 60                      | 80                      |          |
| 6.  | A.J.M. Leesberg           | 21                      | 20                      | 41                      |          |
| 7.  | A.J. Loerakker            | 40                      | 144                     | 184                     |          |
| 8.  | B. Veltman                | 16                      | 13                      | 29                      |          |
| 9.  | P. Heilker                | 2                       | 16                      | 18                      |          |
| 10. | Ch.M.J. Jansen            | 17                      | 121                     | 138                     |          |

## Middelburg
| #  | Naam                    | Stemmen | Verkozen |
| -- | ----------------------- | ------- | -------- |
| 1. | L.A. Fruytier           | 18.265  | Vinkje   |
| 2. | F.J.L.M. van Waesberghe | 507     |          |
| 3. | J.W. Vienings           | 267     |          |
| 4. | G. Adriaanssens         | 523     |          |

## Leeuwarden, Groningen, Assen
| #  | Naam                   | Stemmen (per kieskring) | Stemmen (per kieskring) | Stemmen (per kieskring) | Stemmen (per kieskring) | Verkozen |
| #  | Naam                   | XIV                     | XVI                     | XVII                    | Totaal                  | Verkozen |
| -- | ---------------------- | ----------------------- | ----------------------- | ----------------------- | ----------------------- | -------- |
| 1. | A.C.A. van Vuuren      | 11.894                  | 8.063                   | 4.133                   | 24.090                  | Vinkje   |
| 2. | H.W. Takkenberg        | 28                      | 93                      | 29                      | 150                     |          |
| 3. | W.A. Brouns-Van Besouw | 21                      | 15                      | 11                      | 47                      |          |
| 4. | J. van Best            | 48                      | 34                      | 37                      | 119                     |          |

## Zwolle
| #  | Naam                                 | Stemmen | Verkozen |
| -- | ------------------------------------ | ------- | -------- |
| 1. | A.H.J. Engels                        | 48.548  | Vinkje   |
| 2. | L.F.J.M. baron van Voorst tot Voorst | 365     | Vinkje   |
| 3. | P.J.M. Aalberse                      | 505     |          |
| 4. | J.A. Veraart                         | 19      |          |
| 5. | A.C.B. Arts                          | 21      |          |
| 6. | G.H.P. Bloemen                       | 220     |          |

## Maastricht
| #   | Naam                         | Stemmen | Verkozen |
| --- | ---------------------------- | ------- | -------- |
| 1.  | W.H. Nolens                  | 130.187 | Vinkje   |
| 2.  | C.J.M. Ruijs de Beerenbrouck | 585     | Vinkje   |
| 3.  | M.C.E. Bongaerts             | 551     | Vinkje   |
| 4.  | H.G.M. Hermans               | 1.215   | Vinkje   |
| 5.  | J.J.C. Ament                 | 473     | Vinkje   |
| 6.  | P.J. Rutten                  | 3.122   |          |
| 7.  | M.A.M. Waszink               | 337     |          |
| 8.  | A.A.W.H. König               | 116     |          |
| 9.  | P.L.H. Cremers               | 2.572   |          |
| 10. | J.M.J.M. Lambooy             | 292     |          |